# Partia Narodowego Zjednoczenia (Mjanma)
Partia Narodowego Zjednoczenia – partia polityczna w Mjanmie.
Wyrosła w 1988 z rządzącej wtedy partii BSPP. Stworzona została po to, by środowiska z BSPP mogły wziąć udział w wyborach w 1990. Chociaż w owych wyborach oficjalnie zwyciężyła Narodowa Liga na rzecz Demokracji, a Partia Narodowego Zjednoczenia zajęła trzecie miejsce, junta nie uznała wyników, przez co mogła nadal rządzić aż do 2011 roku. Pierwszym szefem partii był były zastępca komendanta w Siłach Zbrojnych Mjanmy, Tun Yi. Obecnie funkcję prezesa sprawuje U Than Tin po śmierci Tun Yina w 2014 roku. W wyborach w 2010 roku głównym rywalem było USDP oraz partie etniczne.
Partia ta blisko współpracowała z reżimem, mimo swego niewielkiego znaczenia po 1990 roku. Liczy ok. 500 000 członków, lecz w dużej mierze są to byli działacze BSPP, wojskowi, ludzie powiązani z juntą wojskową. Sama partia twierdzi, że ma 3 miliony sympatyków.